# Coupe du monde de saut à ski 1985-1986
Navigation
Édition précédente Édition suivante
L'édition 1985/1986 de la Coupe du monde de saut à ski est une compétition sportive internationale rassemblant les meilleurs athlètes mondiaux pratiquant le saut à ski. Elle s'est déroulée entre le 7 décembre 1985 et le 23 mars 1986 et a été remportée par le Finlandais Matti Nykanen, suivi des Autrichiens Ernst Vettori et Andreas Felder.

## Classement général
| Rang | Nom               | Pays            | Points |
| ---- | ----------------- | --------------- | ------ |
| 1    | Matti Nykänen     | Finlande        | 250    |
| 2    | Ernst Vettori     | Autriche        | 232    |
| 3    | Andreas Felder    | Autriche        | 170    |
| 4    | Franz Neuländtner | Autriche        | 157    |
| 5    | Pekka Suorsa      | Finlande        | 148    |
| 6    | Primož Ulaga      | Yougoslavie     | 145    |
| 7    | Vegard Opaas      | Norvège         | 131    |
| 8    | Rolf Åge Berg     | Norvège         | 129    |
| 9    | Jiří Parma        | Tchécoslovaquie | 114    |
| 10   | Ladislav Dluhoš   | Tchécoslovaquie | 101    |

## Résultats
| Date       | Lieu                   | Vainqueur                   | Deuxième          | Troisième          |
| ---------- | ---------------------- | --------------------------- | ----------------- | ------------------ |
| 7.12.1985  | Thunder Bay            | Primož Ulaga                | Vegard Opaas      | Matti Nykanen      |
| 8.12.1985  | Thunder Bay            | Primož Ulaga                | Franz Neuländtner | Ernst Vettori      |
| 14.12.1985 | Lake Placid            | Vegard Opaas                | Primož Ulaga      | Pavel Ploc         |
| 15.12.1985 | Lake Placid            | Franz Neuländtner           | Ernst Vettori     | Steve Collins      |
| 22.12.1985 | Chamonix               | Pekka Suorsa                | Jens Weißflog     | Frédéric Berger    |
| 30.12.1985 | Oberstdorf             | Pekka Suorsa                | Franz Neuländtner | Piotr Fijas        |
| 1.1.1986   | Garmisch-Partenkirchen | Pavel Ploc                  | Ernst Vettori     | Primož Ulaga       |
| 4.1.1986   | Innsbruck              | Jari Puikkonen              | Hroar Stjernen    | Anssi Nieminen     |
| 6.1.1986   | Bischofshofen          | Ernst Vettori               | Franz Neuländtner | Rolf Åge Berg      |
| 11.1.1986  | Harrachov              | Matti Nykanen               | Ernst Vettori     | Jiří Parma         |
| 12.1.1986  | Liberec                | Piotr Fijas                 | Ernst Vettori     | Ladislav Dluhos    |
| 17.1.1986  | Klingenthal            | Matti Nykanen               | Primož Ulaga      | Valerji Karetnikov |
| 19.1.1986  | Oberwiesenthal         | Ulf Findeisen Ernst Vettori |                   | Ingo Lesser        |
| 25.1.1986  | Sapporo                | Matti Nykanen               | Ladislav Dluhos   | Pavel Ploc         |
| 26.1.1986  | Sapporo                | Matti Nykanen               | Ernst Vettori     | Jiří Parma         |
| 15.2.1986  | Vikersund              | Andreas Felder              | Matti Nykanen     | Piotr Fijas        |
| 16.2.1986  | Vikersund              | Andreas Felder              | Ernst Vettori     | Matti Nykanen      |
| 19.2.1986  | Saint-Moritz           | Rolf Åge Berg               | Andreas Felder    | Miran Tepeš        |
| 21.2.1986  | Gstaad                 | Ernst Vettori               | Rolf Åge Berg     | Matti Nykanen      |
| 23.2.1986  | Engelberg              | Andreas Felder              | Matti Nykanen     | Vegard Opaas       |
| 1.3.1986   | Lahti                  | Matti Nykanen               | Jari Puikkonen    | Ernst Vettori      |
| 2.3.1986   | Lahti                  | Matti Nykanen               | Pekka Suorsa      | Jiří Parma         |
| 16.3.1986  | Oslo                   | Ernst Vettori               | Matti Nykanen     | Andreas Felder     |
| 22.3.1986  | Planica                | Matti Nykanen               | Andreas Felder    | Franz Neuländtner  |
| 23.3.1986  | Planica                | Ernst Vettori               | Andreas Felder    | Matti Nykanen      |

## Liens & Sources
Résultats Officiels FIS